# Gunnar Keldugnupsfånens saga
Gunnar Keldugnupsfånens saga (isl. Gunnars saga Keldugnúpsfífls) är en av islänningasagorna. Den utspelar sig på östra Island och i Norge. Handlingen äger rum under senare delen av 900-talet.

## Handling
Sagan handlar om Gunnar, som från början var till åtlöje. Tillsammans med sin bror Helge reser sig Gunnar ur denna förnedring och blir till en stor hjälte. Han dräper sina belackare Torgrimssönerna och slåss mot troll, som han också dräper. Bröderna drar sedan till Norge där de träffar ladejarlen Håkon Sigurdsson. Där får han brottas med en av jarlens blåmän som han råkar dräpa. Efter hand förlikas Gunnar med jarlen. Sagan slutar med att bröderna åker hem till Island och att Gunnar gifter sig.

## Tillkomst, manuskript och översättning
Sagan skrevs senast omkring år 1300. Den finns bevarad i pappershandskrifter, bl.a. AM 496 qu. och AM 156 fol. från 1600-talet. Sagan trycktes först i Köpenhamn år 1866. Sagan är översatt till svenska av Åke Ohlmarks (1964).